# Ocrepeira anta
Ocrepeira anta là một loài nhện trong họ Araneidae.
Loài này thuộc chi Ocrepeira. Ocrepeira anta được Herbert Walter Levi miêu tả năm 1993.